# Manuela Auer

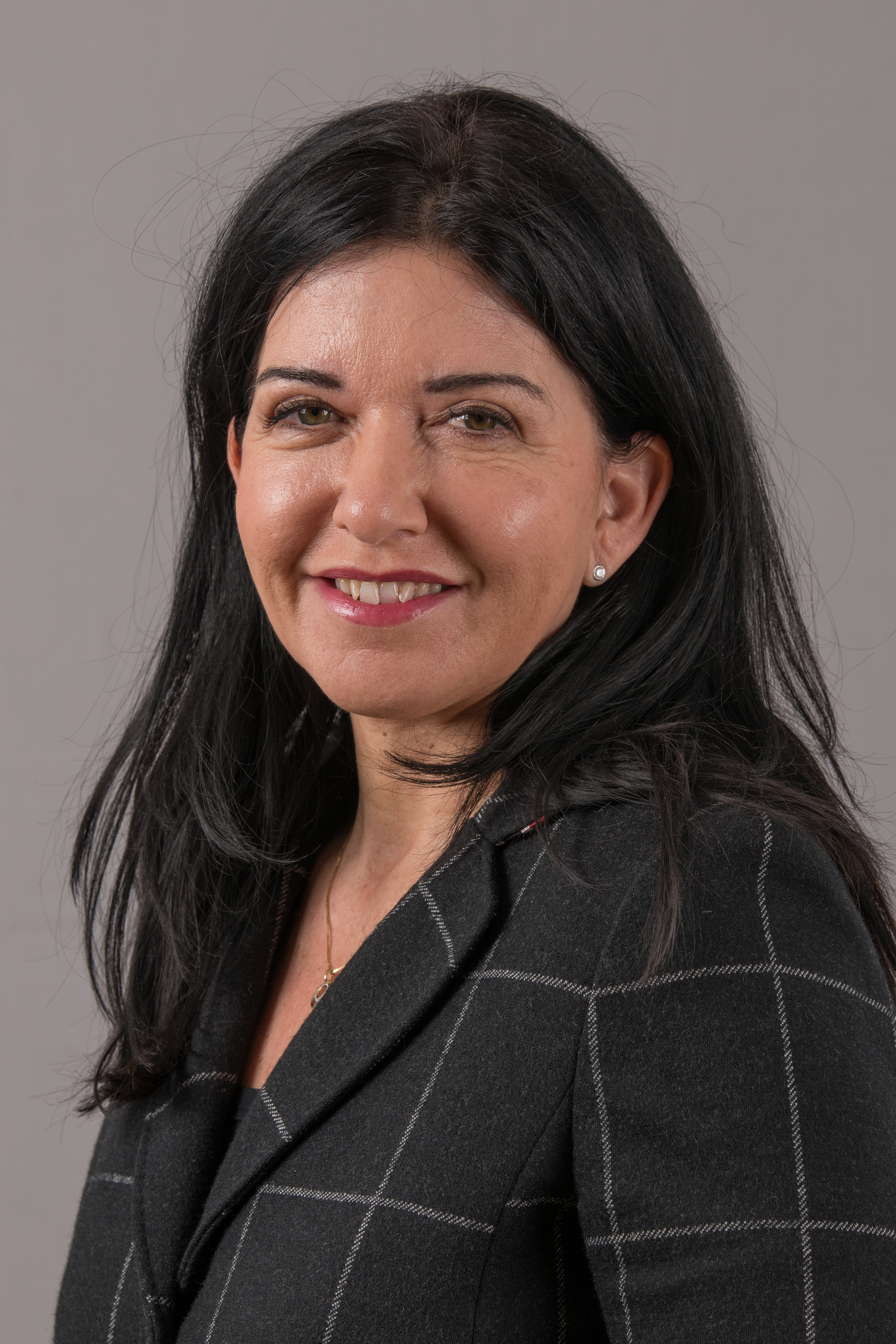
Manuela Auer (2017)

Manuela Auer (* 1. August 1965 in Bludenz) ist eine österreichische Arbeiterkammer-Funktionärin und Politikerin (SPÖ). Sie ist seit 15. November 2017 Abgeordnete zum Vorarlberger Landtag.

## Ausbildung und Beruf
Manuela Auer wurde am 1. August 1965 in Bludenz geboren. Nach dem Besuch von Volks- und Hauptschule war sie ein Jahr lang an einer Polytechnischen Schule, ehe sie die Fachschule für wirtschaftliche Frauenberufe absolvierte. Später besuchte sie ein Gymnasium für Berufstätige.
Ihre erste berufliche Erfahrung sammelte Manuela Auer beim Jugendzentrum Bludenz sowie als Betreuerin in einem Ganztagskindergarten und Schülerhort. Anschließend wurde sie 1994 Landesstellenleiterin des Dr.-Karl-Renner-Instituts in Vorarlberg. Seit dem Jahr 2000 arbeitet Auer hauptberuflich als Landesgeschäftsführerin des Österreichischen Gewerkschaftsbunds. Sie ist zudem als Laienrichterin in der Arbeits- und Sozialgerichtsbarkeit am Landesgericht Feldkirch bestellt.

## Politischer Werdegang
Manuela Auer ist politisch in der SPÖ tätig und engagiert sich insbesondere für Arbeitnehmerrechte. Sie ist Mitglied der Fraktion Sozialdemokratischer GewerkschafterInnen, für die sie sowohl im ÖGB als auch in der Arbeiterkammer Vorarlberg tätig ist. In der AK Vorarlberg ist sie derzeit Vizepräsidentin.
Nachdem ihr Parteikollege Reinhold Einwallner bei der Nationalratswahl 2017 in den Nationalrat gewählt worden war, wurde Manuela Auer von der SPÖ als dessen Nachfolgerin im Vorarlberger Landtag nominiert. Sie wurde in der Landtagssitzung am 15. November 2017 erstmals als Abgeordnete zum Vorarlberger Landtag angelobt und damit eine von drei Abgeordneten des SPÖ-Clubs im Vorarlberger Landtag der 30. Legislaturperiode. Bei der Landtagswahl 2019 wurde Auer wiedergewählt und zog danach als Abgeordnete des nach der Landtagswahl aus vier Abgeordneten bestehenden SPÖ-Landtagsclubs in den Landtag der 31. Legislaturperiode ein.

## Privatleben
Manuela Auer ist verheiratet und Mutter eines Sohnes. Sie wohnt in der Bezirkshauptstadt Bludenz im Süden Vorarlbergs.